# 斯里坎塔巴蒂
斯里坎塔巴蒂（Srikantabati），是印度西孟加拉邦Murshidabad县的一个城镇。总人口9897（2001年）。

## 人口
该地2001年总人口9897人，其中男性5026人，女性4871人；0—6岁人口1623人，其中男852人，女771人；识字率53.98%，其中男性为59.59%，女性为48.18%。